# Lalbenque
Lalbenque is een gemeente in het Franse departement Lot (regio Occitanie). De plaats maakt deel uit van het arrondissement Cahors. Lalbenque telde op 1 januari 2022 1.878 inwoners.

## Geografie
De oppervlakte van Lalbenque bedroeg op 1 januari 2022 52,24 vierkante kilometer; de bevolkingsdichtheid was toen 35,9 inwoners per km². Het dorp ligt in het regionale natuurpark Causses du Quercy en in de oude provincie Quercy. De plaats wordt beschouwd als de hoofdstad van de zwarte truffel van Quercy.

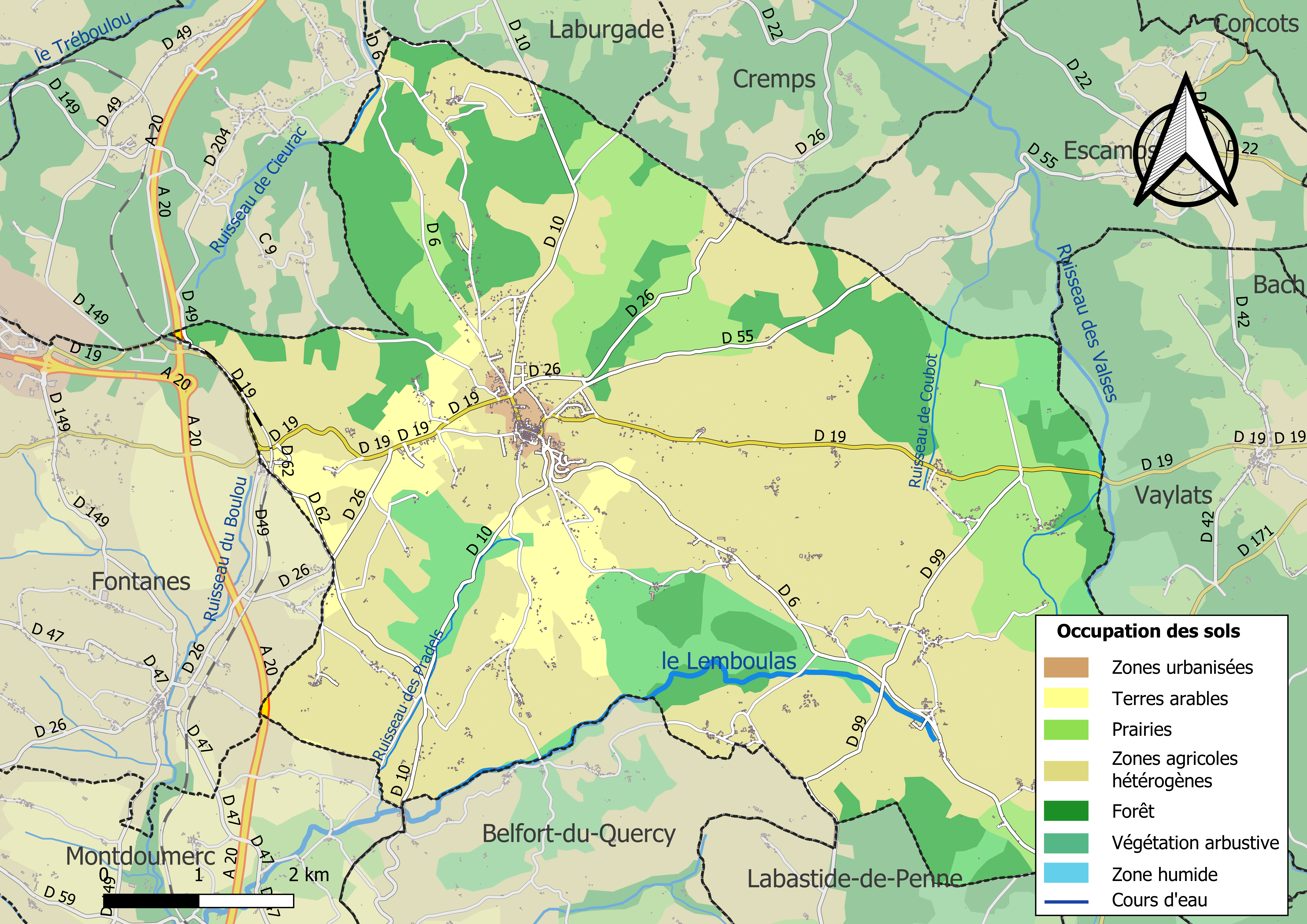
Kaart van de gemeente met de belangrijkste infrastructuur, bodemgebruik en omliggende gemeenten

## Geologie
Gelegen op een plateau op de grens tussen twee geologische zones: Quercy blanc en de Causse de Limogne. Het bestaat uit een dichte, water doorlatende kalkafzetting gevormd in het Jura.

## Verkeer en vervoer
In de gemeente ligt spoorwegstation Lalbenque - Fontanes.

## Demografie
Onderstaande figuur toont het verloop van het inwonertal (bron: INSEE-tellingen).